# Olympische Winterspiele 1936/Teilnehmer (Deutsches Reich)
| Gelbes Symbol für Goldmedaillen mit stilisierten Olympischen Ringen | Graues Symbol für Silbermedaillen mit stilisierten Olympischen Ringen | Braundes Symbol für Bronzemedaillen mit stilisierten Olympischen Ringen |
| ------------------------------------------------------------------- | --------------------------------------------------------------------- | ----------------------------------------------------------------------- |
| 3                                                                   | 3                                                                     | —                                                                       |

Das Deutsche Reich nahm an den IV. Olympischen Winterspielen 1936 in Garmisch-Partenkirchen mit einer Delegation von 55 Athleten (48 Männer und 7 Frauen) teil. Dabei konnten die Athleten 3 Gold- und 3 Silbermedaillen erringen. Erfolgreichster Athlet im deutschen Team war Ernst Baier, der eine Gold- und eine Silbermedaille im Eiskunstlauf erringen konnte.
Der Skilangläufer Georg von Kaufmann trug die Flagge Deutschlands während der Eröffnungsfeier.

## Medaillen

### Medaillenspiegel
| Rang   | Sportart     | Gold | Silber | Bronze | Gesamt |
| ------ | ------------ | ---- | ------ | ------ | ------ |
| 1      | Ski Alpin    | 2    | 2      | —      | 4      |
| 2      | Eiskunstlauf | 1    | 1      | —      | 2      |
| Gesamt | Gesamt       | 3    | 3      | —      | 6      |

### Medaillengewinner
| Name/n                  | Sportart     | Wettkampf          |
| ----------------------- | ------------ | ------------------ |
| Gold                    |              |                    |
| Maxi Herber Ernst Baier | Eiskunstlauf | Paarlauf           |
| Christl Cranz           | Ski Alpin    | Alpine Kombination |
| Franz Pfnür             | Ski Alpin    | Alpine Kombination |
| Silber                  |              |                    |
| Ernst Baier             | Eiskunstlauf | Einzel             |
| Käthe Grasegger         | Ski Alpin    | Alpine Kombination |
| Gustav Lantschner       | Ski Alpin    | Alpine Kombination |

## Teilnehmer nach Sportarten

### Bobsport
| Athleten                                                     | Wettbewerb | Lauf 1      | Lauf 1 | Lauf 2      | Lauf 2 | Lauf 3      | Lauf 3 | Lauf 4      | Lauf 4 | Gesamt      | Gesamt |
| Athleten                                                     | Wettbewerb | Zeit        | Rang   | Zeit        | Rang   | Zeit        | Rang   | Zeit        | Rang   | Zeit        | Rang   |
| ------------------------------------------------------------ | ---------- | ----------- | ------ | ----------- | ------ | ----------- | ------ | ----------- | ------ | ----------- | ------ |
| Männer                                                       |            |             |        |             |        |             |        |             |        |             |        |
| Hanns Kilian Hermann von Valta                               | Zweierbob  | 1:27,29 min | 7      | 1:24,24 min | 8      | 1:26,63 min | 7      | 1:23,85 min | 8      | 5:42,01 min | 5      |
| Fritz Grau Albert Brehme                                     | Zweierbob  | 1:30,66 min | 12     | 1:23,33 min | 4      | 1:26,94 min | 8      | 1:23,78 min | 6      | 5:44,71 min | 6      |
| Hanns Kilian Sebastian Huber Fritz Schwarz Hermann von Valta | Viererbob  | 1:20,73 min | 1      | 1:23,05 min | 8      | 1:24,09 min | 10     | 1:21,20 min | 9      | 5:29,07 min | 7      |
| Walter Trott Fritz Vonhof Wolfgang Kummer Rudolf Werlich     | Viererbob  | DNF         | DNF    | DNF         | DNF    | DNF         | DNF    | DNF         | DNF    | DNF         | DNF    |

### Eishockey
| Wettbewerb  | Männer |
| ----------- | --- |
| Spieler     | Wilhelm Egginger Joachim Albrecht von Bethmann-Hollweg Gustav Jaenecke Philipp Schenk Rudi Ball Karl Kögel Anton Wiedemann Herbert Schibukat Alois Kuhn Werner George Georg Strobl Paul Trautmann |
| 1. Runde    | Vereinigte Staaten 0:1 (0:1, 0:0, 0:0) Königreich Italien 3:0 (1:0, 1:0, 1:0) Schweiz 2:0 (0:0, 1:0, 1:0)                                                                                         |
| 2. Runde    | Ungarn 2:1 (0:0, 1:0, 1:1) Großbritannien 1:1 (0:0, 0:1, 1:0) Kanada 2:6 (0:1, 0:3, 2:2) |
| Finalrunde  | ausgeschieden |
| Platzierung | 5 |

### Eiskunstlauf
| Athleten                | Wettbewerbe | Kurzprogramm | Kür  | Gesamt | Gesamt |
| Athleten                | Wettbewerbe | Rang         | Rang | Punkte | Rang   |
| ----------------------- | ----------- | ------------ | ---- | ------ | ------ |
| Frauen                  |             |              |      |        |        |
| Victoria Lindpaintner   | Einzel      | 7            | 10   | 381,4  | 8      |
| Männer                  |             |              |      |        |        |
| Ernst Baier             | Einzel      | 3            | 4    | 400,8  | Silber |
| Günther Lorenz          | Einzel      | 19           | 12   | 343,5  | 18     |
| Mixed                   |             |              |      |        |        |
| Maxi Herber Ernst Baier | Paarlauf    | –            | –    | 11,5   | Gold   |
| Eva Prawitz Otto Weiß   | Paarlauf    | –            | –    | 9,5    | 8      |

### Eisschnelllauf
| Athleten      | Wettbewerbe | Zeit    | Rang |
| ------------- | ----------- | ------- | ---- |
| Männer        |             |         |      |
| Heinz Sames   | 500 m       | 47,0 s  | 28   |
| Heinz Sames   | 1500 m      | 2:29,3  | 27   |
| Heinz Sames   | 5000 m      | 8:48,5  | 13   |
| Heinz Sames   | 10.000 m    | 18:04,3 | 15   |
| Willy Sandner | 500 m       | 46,2    | 19   |
| Willy Sandner | 1500 m      | 2:25,3  | 16   |
| Willy Sandner | 5000 m      | DNF     | DNF  |
| Willy Sandner | 10.000 m    | 18:02,0 | 12   |

### Nordische Kombination
| Athleten        | Wettbewerb | Langlauf  | Langlauf | Langlauf | Skispringen | Skispringen | Skispringen | Skispringen | Gesamt | Gesamt |
| Athleten        | Wettbewerb | Zeit      | Punkte   | Rang     | 1. Weite    | 2. Weite    | Punkte      | Rang        | Punkte | Rang   |
| --------------- | ---------- | --------- | -------- | -------- | ----------- | ----------- | ----------- | ----------- | ------ | ------ |
| Männer          |            |           |          |          |             |             |             |             |        |        |
| Willy Bogner    | Einzel     | 1:24:11 h | 191,2    | 10       | 45,0 m      | 49,0 m      | 190,3       | 16          | 381,5  | 12     |
| Anton Eisgruber | Einzel     | 1:31:38 h | 152,8    | 37       | 51,5 m      | 49,0 m      | 212,1       | 2           | 364,9  | 23     |
| Josef Gumpold   | Einzel     | 1:24:19 h | 190,4    | 11       | 45,0 m      | 46,0 m      | 190,3       | 16          | 380,7  | 13     |
| Fidel Wagner    | Einzel     | 1:24:33 h | 189,2    | 12       | 40,0 m      | 46,0 m      | 182,7       | 27          | 371,9  | 18     |

### Ski Alpin
| Athleten          | Wettbewerbe | Abfahrt    | Abfahrt | Abfahrt | Slalom     | Slalom | Slalom | Ø Punkte | Rang   |
| Athleten          | Wettbewerbe | Zeit       | Punkte  | Rang    | Zeit       | Punkte | Rang   | Ø Punkte | Rang   |
| ----------------- | ----------- | ---------- | ------- | ------- | ---------- | ------ | ------ | -------- | ------ |
| Frauen            |             |            |         |         |            |        |        |          |        |
| Christl Cranz     | Kombination | 5:23,4 min | 94,12   | 6       | 2:22,1 min | 100,00 | 1      | 97,06    | Gold   |
| Käthe Grasegger   | Kombination | 5:11,0 min | 97,88   | 3       | 2:33,4 min | 92,63  | 2      | 95,26    | Silber |
| Hadwig Pfeifer    | Kombination | 5:21,6 min | 94,65   | 5       | 2:39,6 min | 89,04  | 4      | 91,85    | 5      |
| Lisa Resch        | Kombination | 5:08,4 min | 98,70   | 2       | 3:00,4 min | 78,77  | 8      | 88,74    | 6      |
| Männer            |             |            |         |         |            |        |        |          |        |
| Rudolf Cranz      | Kombination | 5:04,0 min | 94,54   | 8       | 2:47,5 min | 87,52  | 4      | 91,03    | 6      |
| Gustav Lantschner | Kombination | 4:58,2 min | 96,38   | 3       | 2:32,2 min | 96,13  | 2      | 96,26    | Silber |
| Franz Pfnür       | Kombination | 4:51,8 min | 98,49   | 2       | 2:26,6 min | 100,00 | 1      | 99,25    | Gold   |
| Roman Wörndle     | Kombination | 5:01,2 min | 95,42   | 6       | 2:48,7 min | 86,90  | 5      | 91,16    | 5      |

### Skilanglauf
| Athleten                                               | Wettbewerbe       | Zeit      | Rang |
| ------------------------------------------------------ | ----------------- | --------- | ---- |
| Männer                                                 |                   |           |      |
| Friedl Däuber                                          | 18 km             | 1:24:57 h | 29   |
| Walter Motz                                            | 18 km             | 1:21:20 h | 18   |
| Georg von Kaufmann                                     | 18 km             | 1:22:39 h | 20   |
| Toni Zeller                                            | 18 km             | 1:24:32 h | 27   |
| Fritz Gaiser                                           | 50 km             | 4:05:44 h | 25   |
| Erich Marx                                             | 50 km             | 4:25:48 h | 32   |
| Josef Ponn                                             | 50 km             | 4:13:12 h | 30   |
| Matthias Wörndle                                       | 50 km             | 4:03:33 h | 24   |
| Friedl Däuber Willy Bogner Herbert Leupold Toni Zeller | 4 × 10 km Staffel | 2:54:54 h | 6    |

### Skispringen
| Athleten         | Wettbewerb    | 1. Durchgang | 1. Durchgang | 1. Durchgang | 2. Durchgang | 2. Durchgang | 2. Durchgang | Gesamt | Gesamt |
| Athleten         | Wettbewerb    | Weite        | Punkte       | Rang         | Weite        | Punkte       | Rang         | Punkte | Rang   |
| ---------------- | ------------- | ------------ | ------------ | ------------ | ------------ | ------------ | ------------ | ------ | ------ |
| Männer           |               |              |              |              |              |              |              |        |        |
| Franz Haslberger | Normalschanze | 64,0 m       | 100,4        | 24           | 67,0 m       | 104,2        | 17           | 204,6  | 17     |
| Kurt Körner      | Normalschanze | 70,0 m       | 104,8        | 14           | 71,5 m       | 104,5        | 16           | 209,3  | 12     |
| Paul Kraus       | Normalschanze | 62,5 m       | 101,7        | 20           | 62,5 m       | 102,7        | 19           | 204,4  | 18     |
| Hans Marr        | Normalschanze | 71,5 m       | 107,0        | 12           | 69,0 m       | 107,2        | 8            | 214,2  | 10     |